# Закон о таксеним маркама из 1765.
Закон о таксеним маркама из 1765. (званични скраћени назив Закон о опорезивању америчких колонија 1765; 5 Џорџ III, бр. 12) је закон који је донео Парламент Велике Британије којим су колонијама у Британској Америци наметнути директни порези који су налагали да се многи штампани материјали у колонијама производе на печатираном папиру произведеном у Лондону, на који је отиснута таксена марка. У штампанe материјалe су спадала правна документа, часописи, карте за игру, новине и многе друге врсте хартије које су се користиле у колонијама. Као и дотадашњи порези, таксена марка се морала платити важећом британском валутом, а не колонијалним папирним новцем. Сврха таксених марки је била да помогне у плаћању војника који су били стационирани у Северној Америци након победе Британије у Седмогодишњем рату и на његовом северноамеричком бојишту Француском и индијанском рату. Међутим, колонисти се никада нису плашили француске инвазије, и тврдили су да су већ платили свој део трошкова. Они су сматрали да је то заправо питање британске бриге о прекобројним британским официрима и професионалним војницима који треба да се финансирају из Лондона.
Закон о таксеним маркама је био веома непопуларан међу колонистима. Постојао је консензус да опорезивање без њихове сагласности представља кршење њихових права као Енглеза а ту сагласност могу дати само колонијални законодавни органи. Њихов слоган је био „Нема опорезивања без представљања“. Колонијалне скупштине су упућивале петиције и протесте. Конгрес о закону о таксеним маркама, одржан у Њујорку, био је први значајан заједнички колонијални одговор на било коју британску меру; он је уложио жалбу Парламенту и краљу.
Један члан британског Парламента је тврдио да колонисти нису другачији од 90% становника Велике Британије који нису имали имовину (и стога нису имали право гласа), али које су и поред тога „виртуелно“  представљали гласачи земљопоседници, представници који су имали заједничке интересе са становницима без права гласа. Један амерички адвокат је ово оповргнуо истакавши да, док се може замислити да гласачи у Великој Британији имају довољно тога заједничког са негласачким становништвом те земље да се „виртуелно“ представљање негласача сматра оправданим, „Веза између британских Американаца и енглеских гласача је чвор који је превише лабав да бисмо се ослонили на њега“ (тј. нема довољно тога заједничког између Парламента и колониста да би се оправдало наметање закона без сагласности колониста).
Локалне протестне групе које су предводили колонијални трговци и земљопоседници повезали су се преко Комитета за кореспонденцију, стварајући лабаву коалицију који се протезала од Нове Енглеске до Мериленда. Протести и демонстрације које је започело ново тајно друштво звано Синови слободе често су постајали насилни и деструктивни када би им се прикључиле масе. Убрзо, сви дистрибутери таксених марки су застрашивањем приморани да дају оставку, те порез никада није ефективно прикупљен. 
Отпор на Закону  о таксеним маркама није био ограничен на колоније. Британски трговци и произвођачи, чији је извоз у колоније био угрожен колонијалним бојкотима, вршили су притисак на Парламент. Закон је због овог притиска укинут 18. марта 1766, али је Парламент потврдио своју моћ закона у име колоније „у апсолутно свим случајевима“ изгласавањем Деклараторног акта. Уследио је низ нових пореза и прописа, којима су се колонисти такође супростављали.
Ова епизода је одиграла значајну улогу у дефинисању притужби које су биле изричито исказане у  тексту одељка Декларације независности под називом Оптужба краља Џорџа III, и омогућила организован колонијални отпор који је довео до Америчке револуције 1775. године.